# 平山為之助
平山 為之助（ひらやま ためのすけ、1874年（明治7年）1月29日 - 1960年（昭和35年）3月18日）は、日本の政治家・衆議院議員（立憲政友会）、豪農、篤農家、実業家。五所川原銀行頭取。津軽鉄道社長。松木屋呉服店社長。陸奥銀行、佐々木銀行、青森貯蓄銀行、松木屋呉服店、津軽酒造各取締役。鳴海銀行監査役。

## 経歴
青森県北津軽郡栄村（現・五所川原市）生れ。平山雄太郎の長男。東奥義塾及び慶應義塾に学んだ。農業を営んだ。村会議員、青森県会議員同参事会員、衆議院議員に挙げられた。陸奥鉄道社長、国有化後に津軽鉄道の初代社長。

## 家族・親族
平山家
青森県北津軽郡栄村（現・五所川原市大字湊）にある平山為之助の住居は、1769年（明和6年）建立の古民家で、「旧平山家住宅」として国の重要文化財に指定され保存されている。
- 父・雄太郎（1850年 - ?）[7][8]
- 母・いま（1854年 - ?、青森、今貞英の長女）[6]
- 妹
  - とみ（1879年 - ?、青森、今七左衛門の養子孝次郎の妻）[7]
  - いは（1890年 - ?、青森、宮越正治の妻）[7]
- 妻
  - とよ（1878年 - ?、青森、竹浪富三郎の長女）[6]
  - やゑ（1897年 - ?、青森、尾崎長太郎の妹）[7][8]
- 長女・とし（1895年 - ?、青森、長谷川宗一の妻）[8]
- 男・啓一郎（1897年 - ?）[6]
- 男・周蔵（1901年 - ?）[7]
- 男・祐三郎（1903年 - ?）[7]
- 二女（1906年 - ?、青森、白戸彌七郎の妻）[7][8]
- 三女（1912年 - ?、青森、澤田長吉郎の妻）[7][8]
- 孫[7]

親戚
- 孫・澤田長二郎（津軽鉄道社長） - 為之助の娘が澤田長二郎の母。
- 弟
  - 鳴海周次郎（農業、実業家、政治家） - 鳴海銀行頭取。青森県多額納税者。貴族院議員。
  - 津島季四郎（歯科医） - 津島源右衛門の養子[7]。
  - 義弟は貴族院多額納税者議員佐々木嘉太郎 (初代)の孫 寛造